# Volta às Astúrias de 2021
A 63.ª edição da Volta às Astúrias (nome oficial: Vuelta Asturias Julio Álvarez Mendo) foi uma corrida de ciclismo de estrada por etapas que se celebrou entre 30 de abril e 2 de maio de 2021 na Espanha com início na cidade de Oviedo e final no Monte Naranco sobre um percurso de 510,3 quilómetros.
A corrida fez parte do UCI Europe Tour de 2021, calendário ciclístico dos Circuitos Continentais da UCI, dentro da categoria 2.1 e foi vencida pelo colombiano Nairo Quintana do Arkéa Samsic. Completaram o pódio, como segundo e terceiro classificado respectivamente, o espanhol Antonio Pedrero do Movistar e o francês Pierre Latour do Total Direct Énergie.

## Equipas participantes
Tomaram parte na corrida 15 equipas: 1 de categoria UCI WorldTeam convidado pela organização, 10 de categoria UCI ProTeam e 4 de categoria Continental. Formaram assim um pelotão de 102 ciclistas dos que acabaram 86. As equipas participantes foram:
| Equipe WorldTeam- Movistar Team Equipes ProTeam (10)- Caja Rural-Seguros RGA - Burgos-BH - Euskaltel-Euskadi - Arkéa-Samsic - Total Direct Énergie - Team Novo Nordisk - Gazprom-RusVelo - Delko - Eolo-Kometa - Equipo Kern Pharma Equipes Continentais (4)- Gios - Electro Hiper Europa - Louletano-Loulé Concelho - Medellín |
| |

## Percorrido
A Volta às Astúrias dispôs de três etapas para um percurso total de 510,3 quilómetros, onde emerge como um repto de grande dificuldade por seu variado traçado.
| Etapa | Data    | Percurso                          | type           | Distância (km) | Elevação (m) | Vencedor         | Líder geral    |
| ----- | ------- | --------------------------------- | -------------- | -------------- | ------------ | ---------------- | -------------- |
| 1     | 30 abr. | Oviedo – La Pola                  | alta montanha  | 184,5          | 3 169 m      | Nairo Quintana   | Nairo Quintana |
| 2     | 1 mai.  | Candás – Cangas del Narcea        | alta montanha  | 200,5          | 4 231 m      | Héctor Carretero | Nairo Quintana |
| 3     | 2 mai.  | Cangas del Narcea – Monte Naranco | média montanha | 125,3          | 2 004 m      | Pierre Latour    | Nairo Quintana |

### 1.ª etapa
| \| Classificação por etapas \| Classificação por etapas \| Classificação por etapas \| Classificação por etapas \| Classificação por etapas \| \| Ciclista \| Ciclista \| Equipe \| Tempo \| \| \| ------------------------ \| ------------------------ \| ------------------------ \| ------------------------ \| ------------------------ \| \| 1. \| Nairo Quintana \| Arkéa-Samsic \| 5h03m45s \| \| \| 2. \| Antonio Pedrero \| Movistar Team \| + 26s \| \| \| 3. \| Pierre Latour \| Total Direct Énergie \| + 27s \| \| \| 4. \| Gotzon Martín \| Euskaltel-Euskadi \| + 49s \| \| \| 5. \| Alejandro Osorio \| Caja Rural-Seguros RGA \| + 49s \| \| \| 6. \| Christian Scaroni \| Gazprom-RusVelo \| + 49s \| \| \| 7. \| Roger Adrià \| Equipo Kern Pharma \| + 49s \| \| \| 8. \| Nelson Oliveira \| Movistar Team \| + 49s \| \| \| 9. \| Einer Rubio \| Movistar Team \| + 49s \| \| \| 10. \| Julen Amézqueta \| Caja Rural-Seguros RGA \| + 49s \| \| |                   |                        |          |
| |                   |                        |          |
| Fonte: ProCyclingStats |                   |                        |          |
| Classificação por etapas |                   |                        |          |
| Ciclista | Ciclista          | Equipe                 | Tempo    |
| 1. | Nairo Quintana    | Arkéa-Samsic           | 5h03m45s |
| 2. | Antonio Pedrero   | Movistar Team          | + 26s    |
| 3. | Pierre Latour     | Total Direct Énergie   | + 27s    |
| 4. | Gotzon Martín     | Euskaltel-Euskadi      | + 49s    |
| 5. | Alejandro Osorio  | Caja Rural-Seguros RGA | + 49s    |
| 6. | Christian Scaroni | Gazprom-RusVelo        | + 49s    |
| 7. | Roger Adrià       | Equipo Kern Pharma     | + 49s    |
| 8. | Nelson Oliveira   | Movistar Team          | + 49s    |
| 9. | Einer Rubio       | Movistar Team          | + 49s    |
| 10. | Julen Amézqueta   | Caja Rural-Seguros RGA | + 49s    |

| \| Classificação geral \| Classificação geral \| Classificação geral \| Classificação geral \| Classificação geral \| \| Ciclista \| Ciclista \| Equipe \| Tempo \| \| \| ------------------- \| ------------------- \| ---------------------- \| ------------------- \| ------------------- \| \| 1. \| Nairo Quintana \| Arkéa-Samsic \| 5h03m35s \| \| \| 2. \| Antonio Pedrero \| Movistar Team \| + 30s \| \| \| 3. \| Pierre Latour \| Total Direct Énergie \| + 33s \| \| \| 4. \| Gotzon Martín \| Euskaltel-Euskadi \| + 59s \| \| \| 5. \| Alejandro Osorio \| Caja Rural-Seguros RGA \| + 59s \| \| \| 6. \| Christian Scaroni \| Gazprom-RusVelo \| + 59s \| \| \| 7. \| Roger Adrià \| Equipo Kern Pharma \| + 59s \| \| \| 8. \| Nelson Oliveira \| Movistar Team \| + 59s \| \| \| 9. \| Einer Rubio \| Movistar Team \| + 59s \| \| \| 10. \| Julen Amézqueta \| Caja Rural-Seguros RGA \| + 59s \| \| |                   |                        |          |
| |                   |                        |          |
| Fonte: ProCyclingStats |                   |                        |          |
| Classificação geral |                   |                        |          |
| Ciclista | Ciclista          | Equipe                 | Tempo    |
| 1. | Nairo Quintana    | Arkéa-Samsic           | 5h03m35s |
| 2. | Antonio Pedrero   | Movistar Team          | + 30s    |
| 3. | Pierre Latour     | Total Direct Énergie   | + 33s    |
| 4. | Gotzon Martín     | Euskaltel-Euskadi      | + 59s    |
| 5. | Alejandro Osorio  | Caja Rural-Seguros RGA | + 59s    |
| 6. | Christian Scaroni | Gazprom-RusVelo        | + 59s    |
| 7. | Roger Adrià       | Equipo Kern Pharma     | + 59s    |
| 8. | Nelson Oliveira   | Movistar Team          | + 59s    |
| 9. | Einer Rubio       | Movistar Team          | + 59s    |
| 10. | Julen Amézqueta   | Caja Rural-Seguros RGA | + 59s    |

### 2.ª etapa
| \| Classificação por etapas \| Classificação por etapas \| Classificação por etapas \| Classificação por etapas \| Classificação por etapas \| \| Ciclista \| Ciclista \| Equipe \| Tempo \| \| \| ------------------------ \| ------------------------ \| ------------------------ \| ------------------------ \| ------------------------ \| \| 1. \| Héctor Carretero \| Movistar Team \| 5h30m57s \| \| \| 2. \| Nairo Quintana \| Arkéa-Samsic \| + 0s \| \| \| 3. \| Einer Rubio \| Movistar Team \| + 0s \| \| \| 4. \| Roger Adrià \| Equipo Kern Pharma \| + 0s \| \| \| 5. \| José Manuel Díaz Gallego \| Delko \| + 0s \| \| \| 6. \| Antonio Pedrero \| Movistar Team \| + 0s \| \| \| 7. \| Víctor de la Parte \| Total Direct Énergie \| + 0s \| \| \| 8. \| Ilnur Zakarin \| Gazprom-RusVelo \| + 3s \| \| \| 9. \| Pierre Latour \| Total Direct Énergie \| + 37s \| \| \| 10. \| Gotzon Martín \| Euskaltel-Euskadi \| + 37s \| \| |                          |                      |          |
| |                          |                      |          |
| Fonte: ProCyclingStats |                          |                      |          |
| Classificação por etapas |                          |                      |          |
| Ciclista | Ciclista                 | Equipe               | Tempo    |
| 1. | Héctor Carretero         | Movistar Team        | 5h30m57s |
| 2. | Nairo Quintana           | Arkéa-Samsic         | + 0s     |
| 3. | Einer Rubio              | Movistar Team        | + 0s     |
| 4. | Roger Adrià              | Equipo Kern Pharma   | + 0s     |
| 5. | José Manuel Díaz Gallego | Delko                | + 0s     |
| 6. | Antonio Pedrero          | Movistar Team        | + 0s     |
| 7. | Víctor de la Parte       | Total Direct Énergie | + 0s     |
| 8. | Ilnur Zakarin            | Gazprom-RusVelo      | + 3s     |
| 9. | Pierre Latour            | Total Direct Énergie | + 37s    |
| 10. | Gotzon Martín            | Euskaltel-Euskadi    | + 37s    |

| \| Classificação geral \| Classificação geral \| Classificação geral \| Classificação geral \| Classificação geral \| \| Ciclista \| Ciclista \| Equipe \| Tempo \| \| \| ------------------- \| ------------------- \| ---------------------- \| ------------------- \| ------------------- \| \| 1. \| Nairo Quintana \| Arkéa-Samsic \| 10h34m26s \| \| \| 2. \| Antonio Pedrero \| Movistar Team \| + 36s \| \| \| 3. \| Einer Rubio \| Movistar Team \| + 1m01s \| \| \| 4. \| Roger Adrià \| Equipo Kern Pharma \| + 1m05s \| \| \| 5. \| Víctor de la Parte \| Total Direct Énergie \| + 1m05s \| \| \| 6. \| Ilnur Zakarin \| Gazprom-RusVelo \| + 1m08s \| \| \| 7. \| Pierre Latour \| Total Direct Énergie \| + 1m16s \| \| \| 8. \| Héctor Carretero \| Movistar Team \| + 1m38s \| \| \| 9. \| Gotzon Martín \| Euskaltel-Euskadi \| + 1m42s \| \| \| 10. \| Alejandro Osorio \| Caja Rural-Seguros RGA \| + 1m42s \| \| |                    |                        |           |
| |                    |                        |           |
| Fonte: ProCyclingStats |                    |                        |           |
| Classificação geral |                    |                        |           |
| Ciclista | Ciclista           | Equipe                 | Tempo     |
| 1. | Nairo Quintana     | Arkéa-Samsic           | 10h34m26s |
| 2. | Antonio Pedrero    | Movistar Team          | + 36s     |
| 3. | Einer Rubio        | Movistar Team          | + 1m01s   |
| 4. | Roger Adrià        | Equipo Kern Pharma     | + 1m05s   |
| 5. | Víctor de la Parte | Total Direct Énergie   | + 1m05s   |
| 6. | Ilnur Zakarin      | Gazprom-RusVelo        | + 1m08s   |
| 7. | Pierre Latour      | Total Direct Énergie   | + 1m16s   |
| 8. | Héctor Carretero   | Movistar Team          | + 1m38s   |
| 9. | Gotzon Martín      | Euskaltel-Euskadi      | + 1m42s   |
| 10. | Alejandro Osorio   | Caja Rural-Seguros RGA | + 1m42s   |

### 3.ª etapa
| \| Classificação por etapas \| Classificação por etapas \| Classificação por etapas \| Classificação por etapas \| Classificação por etapas \| \| Ciclista \| Ciclista \| Equipe \| Tempo \| \| \| ------------------------ \| ------------------------ \| ------------------------ \| ------------------------ \| ------------------------ \| \| 1. \| Pierre Latour \| Total Direct Énergie \| 2h59m49s \| \| \| 2. \| Alejandro Osorio \| Caja Rural-Seguros RGA \| + 2s \| \| \| 3. \| Víctor de la Parte \| Total Direct Énergie \| + 12s \| \| \| 4. \| Antonio Pedrero \| Movistar Team \| + 12s \| \| \| 5. \| Nairo Quintana \| Arkéa-Samsic \| + 12s \| \| \| 6. \| Einer Rubio \| Movistar Team \| + 19s \| \| \| 7. \| Lorenzo Fortunato \| Eolo-Kometa \| + 59s \| \| \| 8. \| Jhojan García \| Caja Rural-Seguros RGA \| + 59s \| \| \| 9. \| Roger Adrià \| Equipo Kern Pharma \| + 59s \| \| \| 10. \| Daniel Navarro \| Burgos-BH \| + 59s \| \| |                    |                        |          |
| |                    |                        |          |
| Fonte: ProCyclingStats |                    |                        |          |
| Classificação por etapas |                    |                        |          |
| Ciclista | Ciclista           | Equipe                 | Tempo    |
| 1. | Pierre Latour      | Total Direct Énergie   | 2h59m49s |
| 2. | Alejandro Osorio   | Caja Rural-Seguros RGA | + 2s     |
| 3. | Víctor de la Parte | Total Direct Énergie   | + 12s    |
| 4. | Antonio Pedrero    | Movistar Team          | + 12s    |
| 5. | Nairo Quintana     | Arkéa-Samsic           | + 12s    |
| 6. | Einer Rubio        | Movistar Team          | + 19s    |
| 7. | Lorenzo Fortunato  | Eolo-Kometa            | + 59s    |
| 8. | Jhojan García      | Caja Rural-Seguros RGA | + 59s    |
| 9. | Roger Adrià        | Equipo Kern Pharma     | + 59s    |
| 10. | Daniel Navarro     | Burgos-BH              | + 59s    |

## Classificações finais
- As classificações finalizaram da seguinte forma:[4]

### Classificação geral
| \| Classificação geral \| Classificação geral \| Classificação geral \| Classificação geral \| Classificação geral \| \| Ciclista \| Ciclista \| Equipe \| Tempo \| \| \| ------------------- \| ------------------- \| ---------------------- \| ------------------- \| ------------------- \| \| 1. \| Nairo Quintana \| Arkéa-Samsic \| 13h34m27s \| \| \| 2. \| Antonio Pedrero \| Movistar Team \| + 36s \| \| \| 3. \| Pierre Latour \| Total Direct Énergie \| + 54s \| \| \| 4. \| Víctor de la Parte \| Total Direct Énergie \| + 1m01s \| \| \| 5. \| Einer Rubio \| Movistar Team \| + 1m08s \| \| \| 6. \| Alejandro Osorio \| Caja Rural-Seguros RGA \| + 1m26s \| \| \| 7. \| Roger Adrià \| Equipo Kern Pharma \| + 1m52s \| \| \| 8. \| Ilnur Zakarin \| Gazprom-RusVelo \| + 2m00s \| \| \| 9. \| Nelson Oliveira \| Movistar Team \| + 2m43s \| \| \| 10. \| Julen Amézqueta \| Caja Rural-Seguros RGA \| + 3m03s \| \| |                    |                        |           |
| |                    |                        |           |
| Fonte: ProCyclingStats |                    |                        |           |
| Classificação geral |                    |                        |           |
| Ciclista | Ciclista           | Equipe                 | Tempo     |
| 1. | Nairo Quintana     | Arkéa-Samsic           | 13h34m27s |
| 2. | Antonio Pedrero    | Movistar Team          | + 36s     |
| 3. | Pierre Latour      | Total Direct Énergie   | + 54s     |
| 4. | Víctor de la Parte | Total Direct Énergie   | + 1m01s   |
| 5. | Einer Rubio        | Movistar Team          | + 1m08s   |
| 6. | Alejandro Osorio   | Caja Rural-Seguros RGA | + 1m26s   |
| 7. | Roger Adrià        | Equipo Kern Pharma     | + 1m52s   |
| 8. | Ilnur Zakarin      | Gazprom-RusVelo        | + 2m00s   |
| 9. | Nelson Oliveira    | Movistar Team          | + 2m43s   |
| 10. | Julen Amézqueta    | Caja Rural-Seguros RGA | + 3m03s   |

### Classificação da montanha
| Classificação da montanha | Classificação da montanha | Classificação da montanha | Classificação da montanha | Classificação da montanha |
| Ciclista                  | Ciclista                  | Equipe                    | Pontos                    |                           |
| ------------------------- | ------------------------- | ------------------------- | ------------------------- | ------------------------- |
| 1.                        | José Manuel Gutiérrez     | Gios                      | 19 pts                    |                           |
| 2.                        | Víctor de la Parte        | Total Direct Énergie      | 16 pts                    |                           |
| 3.                        | Pierre Latour             | Total Direct Énergie      | 15 pts                    |                           |
| 4.                        | Antonio Pedrero           | Movistar Team             | 15 pts                    |                           |
| 5.                        | Daniel Viegas             | Eolo-Kometa               | 13 pts                    |                           |
| 6.                        | Nairo Quintana            | Arkéa-Samsic              | 11 pts                    |                           |
| 7.                        | Einer Rubio               | Movistar Team             | 11 pts                    |                           |
| 8.                        | Ángel Madrazo             | Burgos-BH                 | 9 pts                     |                           |
| 9.                        | Luis Ángel Maté           | Euskaltel-Euskadi         | 9 pts                     |                           |
| 10.                       | Alejandro Osorio          | Caja Rural-Seguros RGA    | 9 pts                     |                           |

### Classificação por pontos
| Classificação por pontos | Classificação por pontos | Classificação por pontos | Classificação por pontos | Classificação por pontos |
| Ciclista                 | Ciclista                 | Equipe                   | Pontos                   |                          |
| ------------------------ | ------------------------ | ------------------------ | ------------------------ | ------------------------ |
| 1.                       | Nairo Quintana           | Arkéa-Samsic             | 57 pts                   |                          |
| 2.                       | Pierre Latour            | Total Direct Énergie     | 48 pts                   |                          |
| 3.                       | Antonio Pedrero          | Movistar Team            | 44 pts                   |                          |
| 4.                       | Alejandro Osorio         | Caja Rural-Seguros RGA   | 36 pts                   |                          |
| 5.                       | Einer Rubio              | Movistar Team            | 33 pts                   |                          |
| 6.                       | Roger Adrià              | Equipo Kern Pharma       | 30 pts                   |                          |
| 7.                       | Víctor de la Parte       | Total Direct Énergie     | 28 pts                   |                          |
| 8.                       | Héctor Carretero         | Movistar Team            | 25 pts                   |                          |
| 9.                       | Ilnur Zakarin            | Gazprom-RusVelo          | 18 pts                   |                          |
| 10.                      | Nelson Oliveira          | Movistar Team            | 15 pts                   |                          |

### Classificação das metas volantes
| Classificação por velocidade | Classificação por velocidade | Classificação por velocidade | Classificação por velocidade | Classificação por velocidade |
| Ciclista                     | Ciclista                     | Equipe                       | Pontos                       |                              |
| ---------------------------- | ---------------------------- | ---------------------------- | ---------------------------- | ---------------------------- |
| 1.                           | Daniel Viegas                | Eolo-Kometa                  | 12 pts                       |                              |
| 2.                           | Nelson Oliveira              | Movistar Team                | 6 pts                        |                              |
| 3.                           | Ángel Madrazo                | Burgos-BH                    | 4 pts                        |                              |
| 4.                           | José Manuel Gutiérrez        | Gios                         | 4 pts                        |                              |
| 5.                           | Mathieu Burgaudeau           | Total Direct Énergie         | 2 pts                        |                              |
| 6.                           | Alessandro Fedeli            | Delko                        | 2 pts                        |                              |
| 7.                           | Fabien Doubey                | Total Direct Énergie         | 1 pt                         |                              |
| 8.                           | Luis Ángel Maté              | Euskaltel-Euskadi            | 1 pt                         |                              |
| 9.                           | Óscar Pelegrí                | Electro Hiper Europa         | 1 pt                         |                              |
| 10.                          | Kévin Ledanois               | Arkéa-Samsic                 | 1 pt                         |                              |

### Classificação dos jovens
| Classificação dos jovens | Classificação dos jovens       | Classificação dos jovens | Classificação dos jovens | Classificação dos jovens |
| Ciclista                 | Ciclista                       | Equipe                   | Tempo                    |                          |
| ------------------------ | ------------------------------ | ------------------------ | ------------------------ | ------------------------ |
| 1.                       | Einer Rubio                    | Movistar Team            | 13h35m35s                |                          |
| 2.                       | Alejandro Osorio               | Caja Rural-Seguros RGA   | + 18s                    |                          |
| 3.                       | Roger Adrià                    | Equipo Kern Pharma       | + 44s                    |                          |
| 4.                       | Jhojan García                  | Caja Rural-Seguros RGA   | + 4m34s                  |                          |
| 5.                       | José Félix Parra               | Equipo Kern Pharma       | + 4m49s                  |                          |
| 6.                       | Daniel Alejandro Méndez Noreña | Equipo Kern Pharma       | + 7m09s                  |                          |
| 7.                       | Christian Scaroni              | Gazprom-RusVelo          | + 7m30s                  |                          |
| 8.                       | Unai Cuadrado                  | Euskaltel-Euskadi        | + 10m18s                 |                          |
| 9.                       | Jon Agirre                     | Equipo Kern Pharma       | + 11m40s                 |                          |
| 10.                      | Carlos García Pierna           | Equipo Kern Pharma       | + 14m32s                 |                          |

### Classificação por equipas
| Classificação por equipes | Classificação por equipes | Classificação por equipes | Classificação por equipes |
| Equipe                    | Equipe                    | Tempo                     |                           |
| ------------------------- | ------------------------- | ------------------------- | ------------------------- |
| 1.                        | Movistar Team             | 40h47m27s                 |                           |
| 2.                        | Caja Rural-Seguros RGA    | + 6m11s                   |                           |
| 3.                        | Euskaltel-Euskadi         | + 8m54s                   |                           |
| 4.                        | Total Direct Énergie      | + 9m16s                   |                           |
| 5.                        | Equipo Kern Pharma        | + 11m50s                  |                           |
| 6.                        | Gazprom-RusVelo           | + 11m56s                  |                           |
| 7.                        | Burgos-BH                 | + 16m38s                  |                           |
| 8.                        | Arkéa-Samsic              | + 19m57s                  |                           |
| 9.                        | Delko                     | + 25m27s                  |                           |
| 10.                       | Medellín                  | + 29m12s                  |                           |

## Evolução das classificações
| Etapa                 | Vencedor              | Classificação geral | Classificação da montanha | Classificação dos pontos | Classificação das metas volantes | Classificação por equipas |
| --------------------- | --------------------- | ------------------- | ------------------------- | ------------------------ | -------------------------------- | ------------------------- |
| 1.ª                   | Nairo Quintana        | Nairo Quintana      | José Manuel Gutiérrez     | Nairo Quintana           | Daniel Viegas                    | Movistar                  |
| 2.ª                   | Héctor Carretero      | Nairo Quintana      | José Manuel Gutiérrez     | Nairo Quintana           | Daniel Viegas                    | Movistar                  |
| 3.ª                   | Pierre Latour         | Nairo Quintana      | José Manuel Gutiérrez     | Nairo Quintana           | Daniel Viegas                    | Movistar                  |
| Classificações finais | Classificações finais | Nairo Quintana      | José Manuel Gutiérrez     | Nairo Quintana           | Daniel Viegas                    | Movistar                  |

## UCI World Ranking
A Volta às Astúrias outorgou pontos para o UCI World Ranking para corredores das equipas nas categorias UCI WorldTeam, UCI ProTeam e Continental. As seguintes tabelas são o barómetro de pontuação e os 10 corredores que obtiveram mais pontos:
| Posição             | 1.º | 2.º | 3.º | 4.º | 5.º | 6.º | 7.º | 8.º | 9.º | 10.º | 11.º | 12.º | 13.º-15.º | 16.º-25.º |
| Classificação geral | 125 | 85  | 70  | 60  | 50  | 40  | 35  | 30  | 25  | 20   | 15   | 10   | 5         | 3         |
| Por etapa           | 14  | 5   | 3   |     |     |     |     |     |     |      |      |      |           |           |
| Líder               | 3   |     |     |     |     |     |     |     |     |      |      |      |           |           |

| Classificação |                    |                           |       |       |       |       |
| Posição       | Ciclista           | Equipa                    | Geral | Etapa | Líder | Total |
| ------------- | ------------------ | ------------------------- | ----- | ----- | ----- | ----- |
| 1.º           | Nairo Quintana     | Arkéa Samsic              | 125   | 19    | 6     | 150   |
| 2.º           | Antonio Pedrero    | Movistar                  | 85    | 5     | -     | 90    |
| 3.º           | Pierre Latour      | Team Total Direct Énergie | 70    | 17    | -     | 87    |
| 4.º           | Víctor de la Parte | Team Total Direct Énergie | 60    | 3     | -     | 63    |
| 5.º           | Einer Rubio        | Movistar                  | 50    | 3     | -     | 53    |
| 6.º           | Alejandro Osorio   | Caja Rural-Seguros RGA    | 40    | 5     | -     | 45    |
| 7.º           | Roger Adrià        | Kern Pharma               | 35    | -     | -     | 35    |
| 8.º           | Ilnur Zakarin      | Gazprom-RusVelo           | 30    | -     | -     | 30    |
| 9.º           | Nelson Oliveira    | Movistar                  | 25    | -     | -     | 25    |
| 10.º          | Julen Amezqueta    | Caja Rural-Seguros RGA    | 20    | -     | -     | 20    |